# Aleš Brecelj
Aleš Brecelj (tudi Alejandro Brecelj), učitelj, kulturni in politični delavec, * 4. marec 1951, Buenos Aires.

## Življenje in delo
Rodil se je v Buenos Airesu v družini gradbenika Ivana Breclja. Osnovno šolo je obiskoval v rojstnem kraju, srednje pa v Nabrežini in Trstu. Maturiral je leta 1971 na liceju dr. France Prešeren v Trstu. Na Univerzi v Trstu nadaljeval študij književnost in leta 1981 diplomiral. Od 1975 je poučeval slovenščino, zgodovino, državno vzgojo in zemljepis na slovenskih srednjih šolah v Trstu. Leta 1984 je postal profesor na srednji šoli Iga Grudna v Nabrežini, od 1987 pa je profesor na  srednji šoli Frana Erjavca v Trstu. Politično dela v Slovenski skupnosti (SSk), od 1991 je tudi član Zveze slovenskih izseljencev iz Furlanije-Julijske krajine ter od 1992 član upravnega odbora Narodne in študijske knjižnice v Trstu. Ob poimenovanju slovenske osnovne šole v 1983 Devinu po Josipu Jurčiču je sodeloval pri pisanju brošure Devin, dom lepe Vide s prispevkom Nekaj zgodovinskih podatkov o Devinu in okolici. Leta 1986 je bil med oblikovalci razstave ob dvatisočletnici nabrežinskih kamnolomov. Ob tej priliki je bil soavtor dela Nabrežinski kamnolom. V letih 1990 in 1991 je na Univerzi v Mariboru predaval o slovenskem tisku v Argentini pred 2. svetovno vojno (Slovenski etnični tisk v Argentini do druge svetovne vojne  (COBISS)) in o zgodovini Argentine.